# 심슨 가족
《심슨 가족》(영어: The Simpsons 더 심프슨스[*])은 폭스 방송사에서 방영하는 미국의 시트콤 애니메이션이다. 맷 그레이닝이 창작하고 그레이닝과 제임스 L. 브룩스, 샘 사이먼이 공동 제작하였다. 이 시리즈는 노동 계급의 삶을 호머, 마지, 바트, 리사, 매기로 구성된 심슨 일가로 전형화하여 풍자하고 있다. 《심슨 가족》은 가상의 도시 스프링필드를 배경으로 미국의 문화와 전반적인 사회, 텔레비전 문화와 같은 다양한 부분을 풍자한다.
그레이닝이 구상한 심슨 일가는 프로듀서 제임스 L. 브룩스의 권유로 제작된 일련의 단편 애니메이션에서 처음 등장했다. 그레이닝은 사회적으로 문제가 많은 가족인 심슨 가족을 만들어내고 바트를 제외한 심슨 가족 구성원에 자신의 진짜 가족 구성원의 이름 등을 붙여주었다. 1987년 4월 19일 《더 트레이시 울먼 쇼》에서 첫 방영되었고 이후 프로그램의 일부가 된다. 3 시즌에 걸쳐 방영한 뒤 이 스케치는 30분짜리 황금시간대 프로그램으로 개발되었고, 폭스의 초기 히트가 되었으며 1989–90년에 시청률 30위권 안에 진입하여 이 방송국에서 처음 진입한 시리즈가 되었다.
심슨 가족은 1989년 12월 17일 데뷔한 이례로 현재까지 방영되고 있다. 2016년 9월 25일에는 28번째 시즌이 초연되었다. 미국 시트콤 사상 가장 장수했으며, 가장 장수한 미국 애니메이션 프로그램이기도 하며, 2008년 《Gunsmoke》의 기록을 경신하여 가장 장수한 미국의 각본 있는 황금시간대 텔레비전 시리즈가 되었다. 장편 영화 《심슨 가족 더 무비》가 2007년 7월 27일 전 세계에서 상영, 5억 2700만 달러가 넘는 수익을 벌어들였다. 2015년 5월 4일 시리즈가 각각 22개 에피소드로 구성된 시즌 27 (2015–16), 28 (2016–17)로 재개되었다. 2016년 11월 4일 시리즈는 각각 22개 에피소드로 구성된 시즌 29 (2017–18), 30 (2018–19)로 재개된다는 것이 알려졌다.
《심슨 가족》은 이른바 그들의 "황금 시대"로 불리는 시즌 9와 혹은 10까지 전 세계적으로 극찬을 받았다. 《타임》은 20세기 최고의 텔레비전 시리즈에 《심슨 가족》의 이름을 올렸고, 《디 A.V. 클럽》의 에릭 애덤스는 "텔레비전이라는 형식에 굴하지 않고 일궈낸 최고의 성취"라고 불렀다. 2000년 1월 14일 심슨 일가는 할리우드 명예의 거리에 입성했다. 《심슨 가족》은 시리즈물로 데뷔한 이래 프라임타임 에미상 31회, 애니상 30회, 피버디상 1회 등 여러 번 상을 거머쥐었다. 호머 특유의 감탄사 "D'oh!"는 영어에 채택된지 오래며, 《심슨 가족》은 수많은 성인 취향의 애니메이션 시트콤에 깊은 영향을 행사했다. 그럼에도 불구하고 이 프로그램은 해가 지날수록 질이 낮아진다고 비난받기도 한다.

## 구성과 내용
미국의 전형적인 중산층 가족의 생활상을 호머 심슨, 마지 심슨, 바트 심슨, 리사 심슨, 매기 심슨으로 구성된 심슨 가족과 가상의 도시인 스프링필드 통해 다소 비판적으로 미국 사회를 풍자하는 풍자물이다.
방영시간은 한편당 20~22분 사이이며, 각 편마다 완결되는 어린이용 애니메이션의 형식을 취하고 있다. 하지만, 잔인한 장면이나 성적인 요소, 정치, 사회, 문화 등의 풍자 때문에 미국에서는 성인용 애니메이션으로 자리 매김했다. 그 밖에도 각종 영화, 팝송, 소설, 애니메이션 등의 미국의 대중문화를 패러디한 것이 많다.
매회 오프닝을 조금씩 다르게 설정한 것 도 심슨 가족의 볼거리 중 하나이다.

## 성우
| 주요 성우들 | 주요 성우들           | 주요 성우들                                         | 주요 성우들   | 주요 성우들 | 주요 성우들 |
| --- | --------------------- | --------------------------------------------------- | ------------- | --- | --- |
| |                       |                                                     |               | | |
| 댄 카스텔라네타 | 줄리 캐브너           | 낸시 카트라이트                                     | 야들리 스미스 | 행크 아자리아 | 해리 시어러 |
| 호머 심슨, 에이브러햄 심슨, 바니, 광대 크러스티, 윌리, 큄비 시장, 한스 몰맨, 사이드쇼 멜, 이치, 티니, 그 외 다른 사람들 | 마지 심슨, 페티, 셀마 | 바트 심슨, 넬슨, 랠프 위검, 토드, 그 외 다른 사람들 | 리사 심슨     | 모, 클랜시 위검, 아푸, 코믹 북 가이, 칼, 루, 프링크 교수, 닉, 범블비 맨, 더프맨, 커크 밴허튼, 선장, 그 외 다른 사람들 | 몽고메리 번스, 스미더스, 네드 플랜더스, 러브조이 목사, 켄트, 하버트 의사, 레니, 스키너 교장, 운전사 오토, 레이니어, 에디, 스크래치, 그 외 다른 사람들 |

2013년 10월 26일에 에드나 크라버플(바트의 담임) 역의 성우 마샤 월리스가 30여년 동안 투병 중이던 폐렴 합병증으로 인해 향년 70세의 나이로 사망했다. 2013년 11월 3일(25시즌 3화) 오프닝에서는 바트 심슨이 슬픈 표정으로 칠판에 "We'll really miss you Mrs.K. (크라버플 선생님 정말로 보고 싶을 거예요)"라고 적어 월리스의 죽음을 추모하였다. 심슨 가족 제작진은 그녀를 대신할 성우를 구하지 않기로 했다. 이후 크라바플은 출연하더라도, 말을 하지는 않는다.(바로 다음화인 25시즌 4화에서 스키너교장이 쓰러진 후, 에드나가 바로 사진찍으라는 대사가 있다. 크라바플가 말을 하지 않는다는 낭설)

## 등장인물
1. Homer Jay Simpsons - 호머 심슨
2. Marjorie Bouvier Simpsons - 마지 심슨
3. Bartholomew Jo-Jo Simpsons - 바트 심슨
4. Elizabeth Marie Simpsons - 리사 심슨
5. Margaret Simpsons - 매기 심슨
6. Abraham Jay-Jedediah Simpsons II - 에이브 심슨
7. Mona Jay Simpsons - 모나 심슨
8. Herbert Poewell - 허버트 파월
9. Abbie Simpsons - 애비 심슨
10. Nedward Flanders Jr. - 네드 플랜더스

## 약력
1987년 4월 19일 - 처음으로 《심슨 가족》이 미국에 소개되었다. 이 때의 《심슨 가족》은 20분짜리 만화가 아닌 3분여의 단편 만화로 버라이어티 쇼였고, 트레이시 울먼 쇼에서 소개되었다. 그 당시 《심슨 가족》의 스케치는 지금의 모습과는 약간 달랐고 기법 역시 깨끗하지 못하였다. 그러나 농담이나 코미디 장면이 연이어 방송되면서 캐릭터들의 모습도 점차 나아져갔고, 시청자들의 반응 역시 좋았다.
1989년 12월 17일 - 트레이시 울먼 쇼에서 독립하고 최초의 에피소드인 크리스마스 스페셜 "Simpsons Roasting on an Open Fire"를 내보냈다. 하지만 방송상의 문제로 때때로 에피소드를 제대로 방영해 주지 않은 적도 있었다.
1990년 - 1년 중 30개의 최고의 시청률을 기록한 프로그램에 들어갔다.
그러나 애니메이션 중 제일 중요한 캐릭터 중 하나인 바트는 아무렇지 않게 바지를 벗고 욕을 하는 등 아이들에게 부적절한 행동을 야기시킬까봐 학부모들은 이 프로그램을 싫어하였다. 당시 대통령인 조지 H. W. 부시도 《심슨 가족》을 비난하였으며 심지어는 일부 학교에선 《심슨 가족》의 캐릭터나 문구가 새겨진 옷을 입는 것을 금지시키기도 하였다.
미국에서 가장 오랫동안 방송된 만화이다.
1999년 12월 31일 - 이날 타임즈는 《심슨 가족》을 20세기 최고의 텔레비전 시리즈물로 선정되었다.
2000년 1월 14일 - 할리우드의 명예의 거리에 올랐다.
2007년 7월 27일 - 심슨 가족의 극장판인 "심슨 가족, 더 무비"가 전 세계에서 동시 개봉하여 5억 262만 달러의 수익을 벌었다.
2009년 - 《심슨 가족》이 방영 20주년을 맞아 FOX사에서 20주년 기념 파티를 열었다.
2010년 - 미국의 한 잡지사의 설문조사 일명 -가장 좋아하고, 미국인 다운 캐릭터-를 호머 심슨을 뽑았다.
2011년 11월 - 성우 연봉 협상으로 마찰을 빚었던《심슨 가족》이 시즌 25까지의 계약을 맺었다. 하지만 호머 심슨, 에이브 심슨등 주요 캐릭터의 성우를 맡은 댄 카스텔라네타가 시즌 24를 시작으로 호머 심슨의 성우를 하지 않겠다고 하였다. 그 이후 많은 비난이 있었다.(호머 심슨을 하지 않아도 억대의 연봉을 받는다. 댄 카스텔라네타는 57년생으로 현재 54살이다.)

## 핼러윈 특집 <Treehouse of Horror>
일반적인 에피소드의 설정과는 관련이 없이 핼러윈 특집에서만 적용되는 이야기가 주를 이룬다. 그러나 일부 에피소드 한정으로 일반 에피소드와 겹치는 내용들도 상당수 존재한다.
심슨 가족의 핼러윈 특집의 1탄과 2탄에는 마지가 나와 아이들을 당장 재우라는 경고를 했다. 그러나 3탄부터는 경고문이 등장하지 않았으며 각 핼러윈 특집마다 오프닝때마다 특별한 게스트가 출연했다. 13일의 금요일의 제이슨 부히스, 나이트메어의 프레디크루거, 마이클 마이어스, 사신 등이다. 각 내용은 끔찍하거나 조금 잔인한 점등이 구성되었다. 공포 영화의 내용이나 주요 장면을 패러디한 에피소드도 있다. 주요 에피소드로는 매기 심슨의 탄생비화, 바트의 쌍둥이 동생 휴고의 등장, 마지 심슨이 마녀로 등장, 번즈사장의 직원 사냥대회와 바트가 괴물에 가까운 초능력을 쓰는 것, 호머의 복제인간들, 살인 돌고래, 마법 스프링필드, 살인적인 심슨 가족의 집 등이 있다. 이 핼러윈 특집에서는 특히 네드 플랜더스가 많이 나온다. 시즌 11에서는 차에 치여 죽기까지 하며, 시즌 16에서는 죽음을 예견하는 사람이 되었다가도 죽는다. 시즌 19에서는 직접 사탄이 되어 아이들을 잘못된 일에 대해 가르친다.
핼러윈 특집때만 등장하는 주요 인물들도 있다.
캉 (영어: Kang)
- 핼러윈 특집에 나오는 녹색 우주 괴물. 우주 어느 곳에선가 UFO를 타고 지구를 지켜본다. "What the hell~"이란 말을 자주 붙여 쓴다.

코도스 (영어: Kodos)
- 캉과 같은 핼러윈 특집에 자주 등장하는 녹색 우주 괴물. 캉의 여동생이다.

휴고 심슨 (영어: Hugo Simson)
- 바트 심슨의 쌍둥이로 등장했으며, 바트 심슨과 봉합수술을 하려 하였으나 히버트 박사의 개입으로 저지되었다.

## 에피소드 별 국가 지도자
심슨 가족에는 에피소드마다 국가 지도자가 언급되거나 등장했다.(영부인도 나온 적 있음)
- 에이브러햄 링컨[14]
- 리처드 닉슨
- 제럴드 포드
- 로널드 레이건
- 조지 H. W. 부시 ·바버라 부시
- 빌 클린턴·힐러리 클린턴
- 조지 W. 부시
- 소련의 전 서기장 고르바초프
- 버락 오바마·미셸 오바마
- 블라디미르 레닌
- 도널드 트럼프[15]
- 극장판에서는 아널드 슈워제네거를 패러디한 슈워제네거 대통령으로 만들었다.
- 토니 블레어[16]

## 심슨 가족에 등장한 유명 인물들
- 스티브 잡스: 심슨에서 매플의 회장인 스티브 맙스로 패러디되어 등장하였다.
- 멜 깁슨: 멜 깁슨이 영화를 제작할 때 호머 심슨의 도움을 받는다. 실제로 본인이 직접 목소리 녹음을 하였다.
- 빌 게이츠: 닷컴 버블이 터지기 전에 너도나도 각종 인터넷 관련 기업을 만들 때 호머도 '컴퓨글로보하이퍼메가넷'이라는 기술도 비전도 없는 기업을 만들고 홍보를 하자 빌 게이츠가 찾아와서 호머의 기업을 인수하겠다고 하고 각종 물품들을 파괴하였다. 그 이후로도 몇 번 등장하였으며, 시즌 22에는 이전과는 다른 모습으로 출현한다.
- 킴 베이싱어, 알렉 볼드윈: 호머가 이들의 매니저로 일하였다. 이전에 등장했던 멜 깁슨과 마찬가지로 직접 목소리 녹음을 하였다.
- 故마이클 잭슨: 말썽쟁이 바트가 여동생의 선물을 구하지 못하여 노래를 작곡해 주는데 아빠가 정신병원(이것도 바트 잘못으로 가게된)에서 데려온 사람(마이클 잭슨)의 도움으로 노래를 만들어 준다. 실제로 마이클 잭슨이 직접 녹음하였으며 노래는 저작권법에 저촉되어 다른 사람이 불렀다. 엔딩 크레딧에 John jay Smith라고 뜨는데 그때 당시 잭슨의 요청으로 가명을 썼다. 이 에피소드에 나왔던 리사의 생일축하 노래는 나중에 잭슨이 따로 녹음을 했다.
- 조지 해리슨, 폴 매카트니, 더 후, R.E.M., 엔싱크, 롤링스톤즈, U2 등 여러 유명한 가수들도 출연을 하였다.
- 故김정일, 김정은 부자: 시즌 18과 시즌 21에서 잠깐 등장하였다.
- 스폰지밥: (시즌 16)She Used to Be My Girl 편에서 마지막 엔딩에 나온다. 눈이 유독 튀어나와 있으며, 실제 스폰지밥과는 달리 사악한 성격을 가지고 있다.
- 레이디 가가: 시즌 23의 마지막 편에 본인이 직접 출연하여 23분 방송 분량의 반 이상을 연기했다.
- 호나우두: 시즌 18 17화 잠깐 출연하였다.
- 그린 데이: 심슨 가족 더 무비에 나온다 실제 그린데이의 빌리 조 암스트롱, 마이크 던트, 트레 쿨이 녹음했다 당시엔 제이슨 화이트가 그린데이에 합류하기 전이라 나오지 않는다
- 스탠 리: 시즌 13 18화, 시즌 25 10화에 코믹북 가이의 만화점에서 등장하였다.
- 리처드 기어: 시즌 12 리사가 불교신자가 되는 에피소드에서 등장하였으며, 리사에게 조언을 해 주었다.
- 토니 블레어 영국 총리: 시즌 15 4화 - 심슨 가족이 영국에 오자, 영국을 설명해준다. 호머는 그를 미스터 빈으로 착각하였다.
- J. K. 롤링: 시즌 15 4화 - 리사의 우상으로 나온다.
- 엘튼 존
- 앨릭 불드원
- U2
- 보노
- 바하 멘
- 리엄 니슨: 시즌 16 21화에서 바트 심슨이 전학간 가톨릭 학교 신부로 출연하였다.
- 故레너드 니모이: 시즌 4 12화 스팍역으로 출연 시즌 8 10화 앞에뒤에 해설하는 역으로 출연하였다.
- 일론 머스크: 시즌 26 12화 본인역으로 출연하였다.
- 퍼렐 윌리엄스: 시즌 26 13화 본인역으로 출연하였다.
- 리처드 브랜슨: 시즌 10 21화 포춘그룹 '아서'역으로 출연 26시즌 15화 본인역으로 출연하였다.
- 제이 레노: 시즌 9 15화 본인역으로 출연하였다
- 리처드 딘 앤더슨: 시즌 17 17화 맥가이버역으로 등장하였다.
- 故 스티븐 호킹: 시즌 22화, 16시즌 16화 본인역으로 출연하였다
- 아키히토: 시즌 10 23화에서 등장하였다.
- 앤더슨 쿠퍼: 시즌 15 6화에서 본인역으로 출연하였다.

## 극장판
《심슨 가족: 더 무비》라는 제목의 극장판이 2007년 7월 27일에 공개되었으며, 대한민국에서는 8월 22일에 개봉하였다.

## 웨이브 파이어 무슨 일이 있었는지
대한민국에서는 MBC에서 1995년 1월 9일 시즌 1과 시즌 2를 더빙하여 방영했으나 이질적인 문화 차이로 큰 호응을 얻지 못하고 종영되었다. 2000년 7월에는 EBS에서 월, 화 오후 6시 55분에 시즌 3부터 시즌 11까지 다시 더빙 방영하여 대한민국에서 많은 팬을 확보하게 되었다. 2010년부터 케이블채널인 투니버스에서 시즌 10, 11, 12, 13, 14, 15, 17 이 방영되고 있다.
대한민국에서는 1996년 10월 9일, MBC에서 소개되어 금요일 저녁 7시에 1, 2 시즌이 한국어로 더빙이 되어 방송되었는데 호머 심슨 역에는 성우 배한성이 연기했다. 그러나 이질적인 문화 차이로 큰 호응을 얻지 못하여 얼마 안 가 종영되었다. 8년 후인 2002년 7월에는 EBS에서 월요일과 화요일 6시 55분에 3시즌부터 11시즌까지 다시 더빙을 하여 방영하여 한국에서 많은 팬을 확보하게 되었다. 당시 원작성우진들 보다 더욱 화려하고 알맞은 성우 캐스팅으로 화제를 끌었다. 현재는 케이블 채널인 투니버스,에서 시즌11은 한국어 더빙으로 방영되고 있다가 자막으로 변경되었다. 비디오와 DVD도 정식 출시되어 있다.
EBS판의 목소리 연기는 호머 심슨 역에 이정구, 마지 심슨 역에 이서윤, 바트 심슨 역에 이선호 리사 심슨에 주희가 맡았다.
투니버스판의 목소리는 호머 심슨 역에 이정구, 마지 심슨 역에 이선주, 바트 심슨에 정선혜, 리사 심슨에 이용신이 맡았다.
2013년부터 2015년 8월 이전까지 투니버스에서 계속해서 시즌 11~15을 재방송했고 2015년 8월 시즌 16(미국 시즌 17)을 방영하기 시작하였다.
2021년 11월 12일 대한민국의 디즈니+ 출시 후 공개를 하였다.

## 가계도

#### 1세대
- 버질 심슨: 에이브러햄 심슨의 언급에 의하면 심슨 가족의 먼 조상이자 흑인노예이다. 시즌 21,13화에 등장하였다.
- 족보에 따르면 스벤 제이 심슨[19]이라고 한다.
- 부인은 클로우타 스틸맨이다.
- 슬하 3남 1녀가 있다.

#### 2세대
- 가우드 심슨:윗 사람의 손자로 노예였다.상당히 동안이였으며 90살까지 장수했다.

#### 3세대
- 에어브러햄 심슨 2세:가우드 심슨의 외아들이다.
- 족보에 따르면 하울랜드.A.심슨이라고 한다.
- 부인은 개비 심슨이다.
- 슬하 1남이 있다.

#### 4세대
- 오스왈드 심슨: 에어브러햄 심슨 2세의 외아들이다.
- 부인은 해피 심슨이다.
- 슬하 2남 3녀가 있다.

#### 5세대
- 오빌 심슨(1881~?): 오스왈드 심슨의 아들이다.
- 부인은 유마 힉맨(1897~1980)이다.
- 슬하 12남매가 있다.

#### 6세대
- 휴버트 심슨:오빌 심슨의 장남. 1987-88년 트레이시 울먼 쇼의 단편에 등장했고 작중 시점으로 죽은 캐릭터다. 애초에 해당 단편도 이 캐릭터의 장례식이다.
- 티론 심슨:오빌 심슨의 차남. 시즌 15에서 등장했으며 오하이오 주에서 살고 있다. 심슨 가족은 생일 때마다 들려서 인사를 드리는 듯 하다. 그런데 정작 본인은 왜 나는 죽지 않을까.하면서 매년 하소연한다.
- 사이러스 심슨: 오빌 심슨의 삼남, 전혀 심슨 집안 같지 않게 잘 생기고 멍청하지 않다. 2차대전때 미 해군 항공대 소속이었으나 일본군에게 격추된 이후 타히티에서 15명의 아내를 두며 살고 있다고 한다.
- 에이브러햄 심슨: 오빌 심슨의 사남
  - 부인은 모나 심슨이다.
  - 슬하 2남 1녀가 있다.
- 빌 심슨(1926년생) - 오빌 심슨의 오남. 시즌 17 16회의 엔딩크레딧에서 자신의 동생이 공산주의자라고 했다.
- 쳇 심슨 - 오빌 심슨의 막내 아들. 시즌 9에서 등장했으며 성공하지 못한 새우 회사를 경영하고 있다고 언급된다.형인 에이브와 나이차가 엄청 나 보이고 조카인 호머와 나이차가 얼마 안 나 보인다.

#### 7세대
- 애비 심슨: 에이브러햄 심슨의 딸. 호머보다 15세 연상이며 영국인 사이에서 태어났다고 한다.
- 허브 파월: 에이브러햄 심슨의 장남. 에드위나라는 매춘 부업 여직원 사이에서 태어났으며 태어나자마자 바로 보육원에 갔다 파월 가에 입양됐다. 현재는 한 회사의 직원이다.
- 호머 심슨: 에이브러햄 심슨의 차남.
  - 부인은 마지 심슨이다.
  - 슬하 1남 2녀가 있다.

#### 8세대
- 장남: 바트 심슨
- 차남: 휴고 심슨(1979년생): 핼러윈 특집에만 등장하며 원작에서는 등장하지 않는다.
- 장녀: 리사 심슨
- 차녀: 매기 심슨
  - 남편은 밀사우드 밴 하우튼이다.
  - 슬하 1녀가 있다.

#### 9세대
30년후의 미래인 시즌 23 9화 등장. 그 이전에도 심슨가족의 미래 에피소드는 많았지만 각기 다른 내용이다.
- 밴 하우튼 가족
- 장녀: 지아 엘리자 심슨-밴 하우튼 (지아 심슨)

## 심슨 가족의 설정오류
- 심슨 가문은 오래전부터 유럽에서 살았으나 에이브러햄 심슨이 어릴때 그의 부모와 함께 미국으로 건너온 것으로 나왔다. 그러나 시즌 16 이후에 방영된 에피소드에서는 심슨 가문이 미국에서 선사시대 혹은 몇 백년 전부터 살았던 것으로 나오거나, 조상중에 아메리카 원주민이나 흑인이 있는 것으로 나온다.
- 시즌 2에서 호머 심슨과 마지 심슨은 고등학교에서 만났다. 하지만 나중에 나온 에피소드에서는 호머가 20대 초반일 때 마지를 알게 된 것으로 나오기도 하고 시즌 18에서 호머와 마지를 포함한 스프링필드 거의 모든 주요 등장인물들이 같은 초등학교에 다녔던 것으로 나온다.
- 심슨 가족에 등장하는 스키너 교장은 사실 아그네스 스키너의 아들인 시모어 스키너가 베트남 전쟁 중 만난 아민 탬제리언이다. 스키너가 베트남 전쟁에서 실종되었는데 그의 부하인 아민이 그 소식을 전하러 스프링필드에 왔다가 아그네스가 안스러워서 아들인척 했던 것이다. 그러다가 진짜 스키너가 스프링필드로 돌아왔는 데 어머니인 아그네스를 포함한 사람들이 그를 좋아하지 않아서 도시에서 추방시키고 법원이 다시 아민을 스키너로 만든다. 그러나 시즌 22에서는 친아들이 아닌 아민 탬제리언이 아그네스의 뱃속에서부터 마마보이였던 것으로 나온다.
- 심슨 가족에서 에이브러햄 심슨이 과거를 회상할 때 제 2차 세계대전 당시에 태평양 전선과 유럽 전선에서 동시에 있었던 것으로 모사된다.
- 바트, 리사, 메기 심슨의 머리 위에 뾰족하게 솟은 부분들은 어떤 때에는 머리카락으로, 어떤 때에는 두개골의 일부로 묘사된다.
- 네드 플랜더스의 아들인 로드와 토드 플랜더스는 시즌 23부터 기독교 계열 초등학교에서 스프링필드 초등학교로 전학한 것으로 묘사되는데, 그 이전에도 간간히 스프링필드 초등학교에서 등장하였다.